# Alan Bleasdale
Alan Bleasdale, né le 23 mars 1946 à Liverpool, est un écrivain et scénariste britannique connu principalement pour ses séries dramatiques Boys from the Blackstuff et G.B.H., dépeignant l'Angleterre ouvrière en proie au chômage sous le gouvernement Thatcher. Michael Angelis, Lindsay Duncan, Bill Paterson, Robert Lindsay et Julie Walters figurent parmi ses acteurs fétiches.

## Biographie
Fils unique d'un contremaître et d'une vendeuse, Bleasdale grandit à Huyton, un quartier pauvre de Liverpool, et ambitionne d'abord d'être joueur de football. Il rejoint l'équipe amateur du FC Liverpool, mais ne parvient pas à entrer dans l'équipe professionnelle. En 1967, il épouse Julie Moses, dont il a deux garçons et une fille. Il se tourne ensuite vers l'enseignement, d'abord à Liverpool, puis dans les îles Gilbert et Ellice, dans l'océan Pacifique, avant de revenir dans le Merseyside. Ses premiers textes, écrits pour la radio locale BBC Radio Merseyside, dépeignent un jeune garçon, Scully, qui rêve de jouer pour le FC Liverpool. Scully sera ensuite le héros de deux romans, d'une pièce de théâtre et d'une série de sept épisodes diffusée sur Channel 4 en 1984.
Sa première œuvre pour la télévision est l'épisode « Early to bed » (mars 1975) de la série Second City Firsts. Il écrit ensuite Scully's New Year's Eve (1978) pour la série de pièces de théâtre filmées de la BBC, Play for Today et connaît le succès avec The Black Stuff (1980), sur un groupe d'asphaltiers-bitumeurs qui essaie de se faire un peu d'argent en travaillant au noir. La série lui vaut le Royal Television Society Award du meilleur scénario. Bleasdale reprend et développe ces thèmes avec la série Boys from the Blackstuff (1982), qui dépeint le quotidien d'un groupe d'ouvriers de chantier en proie au chômage. La série obtient cinq nominations aux BAFTA TV Awards. Les phrases fétiches de Yosser Hughes, l'un des héros — « gissa job  » (« du boulot ! ») et « I can do that » (« je peux le faire ») — deviennent des slogans contre la politique menée par Margaret Thatcher.
Bleasdale écrit son premier scénario pour le cinéma avec No Surrender (1985), une comédie grinçante réalisée par Peter Smith où un groupe de catholiques et un groupe de protestants réservent par hasard le même bar. L'année suivante, il parvient à faire accepter à la BBC sa série historique The Monocled Mutineer, une adaptation de la vie de Percy Toplis, déserteur pendant la Première Guerre mondiale.
Son autre œuvre majeure, G.B.H. (1991), décrit l'affrontement entre le maire mégalomane d'une ville du nord de l'Angleterre et un directeur d'école, sur fond de montée de l'extrême-gauche. La série obtient sept nominations aux BAFTA TV Awards et remporte deux trophées, celui de la meilleure série dramatique et celui du meilleur acteur pour Robert Lindsay. Ce dernier apparaît, aux côtés de Julie Walters, dans l'œuvre suivante de Bleasdale, Jake's Progress (1995), qui décrit un couple élevant un enfant difficile. Bleasdale adapte Oliver Twist et crée la controverse en inventant un début à l'intrigue et un demi-frère au jeune héros.
Après onze ans d'absence de la télévision, il écrit en 2011 un téléfilm en deux parties pour BBC 2, Le Naufrage du Laconia (The Sinking of the Laconia), adapté d'un événement historique — le naufrage pendant la Deuxième Guerre mondiale du navire de croisière HMS Laconia par un sous-marin allemand, puis le sauvetage de ses passagers par le même sous-marin.